# Kalimantan Meridional
Kalimantan Meridional o Kalimantan del Sud (en indonesi: Kalimantan Selatan) és una província d'Indonèsia. Es troba a Kalimantan, el territori indonesi de Borneo, rodejada per l'estret de Makassar a l'est, Kalimantan Central a l'oest i al nord, la mar de Java al sud i Kalimantan Oriental al nord. La capital provincial és Banjarmasin i la població era de poc més de 3.625 milions de persones en el cens de l'any 2010, amb una estimació oficial creixent de 3.913.908 el gener de 2014.
És una zona on la intensitat anual de precipitació és alta, oscil·la entre 2.000 i 3.700 mm. El nombre mitjà de dies plujosos per any és de 120. El riu principal que la travessa és el Barito, utilitzat com a ruta de transport cap al nord de la província i al centre de Kalimantan. Els principals recursos naturals són el bosc i el carbó. Els dipòsits de carbó es troben en gairebé tota la província, i en alguns llocs són explotats comercialment. Altres petits recursos són el petroli, or, pedres precioses, fosfat i granit.

## Divisió administrativa
El Kalimantan Meridional té onze regències (kabupaten), amb capitals administratives cadascuna: 
- Balangan (Paringin)
- Banjar (Martapura)
- Barito Kuala (Marabahan)
- Hulu Sungai del Sud (Kandangan)
- Hulu Sungai Central (Barabai)
- Hulu Sungai del Nord (Amuntai)
- Kotabaru (Kotabaru)
- Tanah Laut (Tanjung)
- Tabalong (Batulicin)
- Tanah Bumbu (Pelaihari)
- Tapin (Rantau)

i dues ciutats (kota):
- Banjarbaru
- Banjarmasin